# إليك إيفانز
إليك إيفانز (بالإنجليزية: Alex Evans)‏ هو مدرب رياضي أسترالي، ولد في 1939 في بريزبان في أستراليا.